# Claire Gmachl
Claire Gmachl (ur. w 1967 w Salzburgu) – austriacka fizyczka, inżynier i wykładowczyni akademicka, znana z wkładu w rozwój kwantowych laserów kaskadowych, od 2007 pełnoprawna profesor elektrotechniki na Uniwersytecie w Princeton.

## Życiorys
W 1991 otrzymała magisterium z fizyki na Uniwersytecie Leopolda i Franciszka w Innsbrucku. Następnie rozpoczęła studia doktoranckie z dziedziny elektrotechniki na Uniwersytecie Technicznym w Wiedniu, które zakończyła w 1995 sub auspiciis Praesidentis (ze szczególnym wyróżnieniem Prezydenta Republiki Austrii). W 1996, po uzyskaniu doktoratu, rozpoczęła pracę w Bell Labs.
W 2003 została associate professor Uniwersytetu w Princeton. W 2005 nagrodzono ją prestiżowym MacArthur Fellowship. W maju 2006 objęła kierownictwo nad nowym inżynieryjnym centrum badawczym ufundowanym przez amerykańską National Science Foundation i działającym przy Uniwersytecie Princeton – MIRTHE (skrót od Mid-InfraRed Technologies for Health and the Environment); po objęciu stanowiska dyrektora przez Gerarda Wysockiego została dyrektor programu edukacyjnego MIRTHE.